# Andreas Pereira
Andreas Hugo Hoelgebaum Pereira (sinh ngày 1 tháng 1 năm 1996) là một cầu thủ bóng đá người Brasil chơi ở vị trí tiền vệ cho câu lạc bộ Fulham tại Premier League. Sinh ra tại Duffel, Bỉ, anh bắt đầu sự nghiệp của mình với Lommel United. Ở tuổi lên chín, anh tham gia câu lạc bộ Hà Lan PSV Eindhoven trước khi ký hợp đồng với Manchester United vào tháng 10 năm 2011. Anh đã chơi bóng đá quốc tế cho đội tuyển trẻ của cả hai Bỉ (quê hương mình) và Brazil (quê hương của cha mình).

## Sự nghiệp câu lạc bộ
Là con trai của cựu cầu thủ bóng đá chuyên nghiệp người Brazil Marcos Pereira, Andreas Pereira sinh ra tại Duffel của Bỉ, trong khi cha mình là một cầu thủ Brazil. Anh bắt đầu sự nghiệp của mình với đội bóng Lommel United, một trong những câu lạc bộ cũ của cha mình, trước khi sang Hà Lan thi đấu cho PSV Eindhoven vào năm 2005, khi anh được chín tuổi. Năm 2011, sau khi gây ấn tượng tại Manchester United Premier Cup, Anh trở thành mục tiêu cho một số câu lạc bộ lớn ở Anh, bao gồm Arsenal, Chelsea và Liverpool, nhưng một chuyến thăm Manchester United của Ông Alex Ferguson trong tháng 11 năm 2011 đã thuyết phục Pereira ký cho câu lạc bộ chủ sân Old Trafford.
Do các quy định về luật chuyển nhượng, động thái này có thể không được hoàn thành cho đến sinh nhật thứ 16 của Pereira vào ngày 01 tháng 1 năm 2012, và các sự cố giải phóng hợp đồng bằng tiền mặt, có nghĩa là Manchester United bị trì hoãn ngày ra mắt Pereira cho đến tháng 4 năm 2012. Anh xuất hiện lần đầu của mình cho đội U-18 United trong một trận đấu đi đến Sheffield Wednesday vào ngày 25 tháng 4 năm 2012, nhưng mưa lớn làm trận đấu bị ảnh hưởng, một trận hòa không bàn thắng chỉ sau 35 phút. Anh đã thi đấu hơn hai trận trong mùa giải đó là giải đấu Premier Academy League của đội U-18 United.
Sau khi ký hợp đồng vào học viện United vào tháng 7 năm 2012, Pereira đã trở thành một trụ cột thường xuyên ra sân đội U-18 trong mùa giải 2012-13, thi đấu 20 lần ra sân và ghi được năm bàn thắng. Anh cũng có được trận đầu tiên của đội dự bị trong mùa giải, khi vào thay thế cho James Weir trong chiến thắng 3-1 trước Oldham Athletic tại Manchester Senior Cup, tiếp theo là một sự xuất hiện thay thế đối với Liverpool ở bán kết sự phát triển Giải chuyên nghiệp. Để ghi nhận những màn trình diễn của mình, ngày 07 tháng 1 năm 2013, ngay sau khi sinh nhật lần thứ 17 của mình, Pereira đã nhận được hợp đồng chuyên nghiệp đầu tiên của mình. Trước mùa giải 2013-14, Pereira đã được chọn làm đội trưởng của Manchester United của giải đấu Milk Cup năm 2013, và Pereira là cầu thủ xuất sắc nhất giải cho ba mục tiêu của mình như là Manchester United vô địch Premier. Anh tiếp tục đóng góp nhiều cho cả hai đội U-18 và U-21 United, và đã từng có mặt trong buổi khai mạc UEFA Youth Cup; Anh cũng ghi hai bàn trong ba trận ở FA Youth Cup, bao gồm nỗ lực sút xa khoảng cách 25 mét so với Burnley tại vòng ba. Đối với đội U-21, Anh đã thi đấu 17 trận trong tổng số 21 trận của giải đấu của đội dự bị Manchester United; sau đó anh ghi bàn thắng duy nhất trong trận bán kết với Liverpool, chỉ chịu thua Chelsea trong trận chung kết .
Pereira đã bắt đầu mùa giải 2014-15 với việc giúp đội dự bị Manchester United đánh bại Manchester City 4-1 trong trận chung kết của Cúp Manchester Senior vào ngày 07 tháng 8 năm 2014. Anh đã thực hiện màn ra mắt ba tuần sau đó, khi vào sân ở đầu hiệp hai để thay thế cho Saidy Janko trong trận thua 4-0 trên sân Milton Keynes Dons ở vòng thứ hai của League Cup.

## Thống kê sự nghiệp

### Câu lạc bộ
Tính đến ngày 18 tháng 5 năm 2021
| Câu lạc bộ          | Mùa giải            | Giải vô địch        | Giải vô địch | Giải vô địch | Cúp quốc gia | Cúp quốc gia | Cúp liên đoàn | Cúp liên đoàn | Châu Âu | Châu Âu | Khác | Khác | Tổng cộng | Tổng cộng |
| Câu lạc bộ          | Mùa giải            | Hạng đấu            | Trận         | Bàn          | Trận         | Bàn          | Trận          | Bàn           | Trận    | Bàn     | Trận | Bàn  | Trận      | Bàn       |
| ------------------- | ------------------- | ------------------- | ------------ | ------------ | ------------ | ------------ | ------------- | ------------- | ------- | ------- | ---- | ---- | --------- | --------- |
| Manchester United   | 2014–15             | Premier League      | 1            | 0            | 0            | 0            | 1             | 0             | —       | —       | —    | —    | 2         | 0         |
| Manchester United   | 2015–16             | Premier League      | 4            | 0            | 2            | 0            | 2             | 1             | 3       | 0       | —    | —    | 11        | 1         |
| Manchester United   | 2016–17             | Premier League      | 0            | 0            | 0            | 0            | 0             | 0             | 0       | 0       | 0    | 0    | 0         | 0         |
| Manchester United   | 2017–18             | Premier League      | 0            | 0            | 0            | 0            | 0             | 0             | 0       | 0       | 0    | 0    | 0         | 0         |
| Manchester United   | 2018–19             | Premier League      | 15           | 1            | 3            | 0            | 0             | 0             | 4       | 0       | —    | —    | 22        | 1         |
| Manchester United   | 2019–20             | Premier League      | 25           | 1            | 4            | 0            | 5             | 0             | 6       | 1       | —    | —    | 40        | 2         |
| Manchester United   | 2020–21             | Premier League      | 0            | 0            | 0            | 0            | 0             | 0             | 0       | 0       | —    | —    | 0         | 0         |
| Manchester United   | Tổng cộng           | Tổng cộng           | 45           | 2            | 9            | 0            | 8             | 1             | 13      | 1       | 0    | 0    | 75        | 4         |
| Granada (mượn)      | 2016–17             | La Liga             | 35           | 5            | 2            | 0            | —             | —             | —       | —       | —    | —    | 37        | 5         |
| Valencia (mượn)     | 2017–18             | La Liga             | 23           | 1            | 6            | 0            | —             | —             | —       | —       | —    | —    | 29        | 1         |
| Lazio (mượn)        | 2020–21             | Serie A             | 26           | 1            | 2            | 0            | —             | —             | 5       | 0       | —    | —    | 33        | 1         |
| Flamengo (mượn)     | 2021                | Série A             | 0            | 0            | 0            | 0            | —             | —             | 0       | 0       | —    | —    | 0         | 0         |
| Tổng cộng sự nghiệp | Tổng cộng sự nghiệp | Tổng cộng sự nghiệp | 129          | 9            | 19           | 0            | 8             | 1             | 18      | 1       | 0    | 0    | 174       | 11        |

Newcatsle 
1. ↑  Đá 1 trận tại UEFA Champions League, 2 trận tại UEFA Europa League
2. 1 2  Đá tại UEFA Champions League
3. ↑  Đá tại UEFA Europa League

### Quốc tế
Tính đến ngày 12 tháng 6 năm 2024
| Đội tuyển | Năm       | Trận | Bàn |
| --------- | --------- | ---- | --- |
| Brasil    | 2018      | 1    | 0   |
| Brasil    | 2023      | 4    | 1   |
| Tổng cộng | Tổng cộng | 5    | 1   |

Bàn thắng và kết quả của Brasil được để trước.
| # | Ngày               | Địa điểm                            | Số trận | Đối thủ | Bàn thắng | Kết quả | Giải đấu |
| - | ------------------ | ----------------------------------- | ------- | ------- | --------- | ------- | -------- |
| 1 | 8 tháng 6 năm 2024 | Kyle Field, College Station, Hoa Kỳ | 4       | México  | 1–0       | 3–2     | Giao hữu |